# Chích sậy lớn

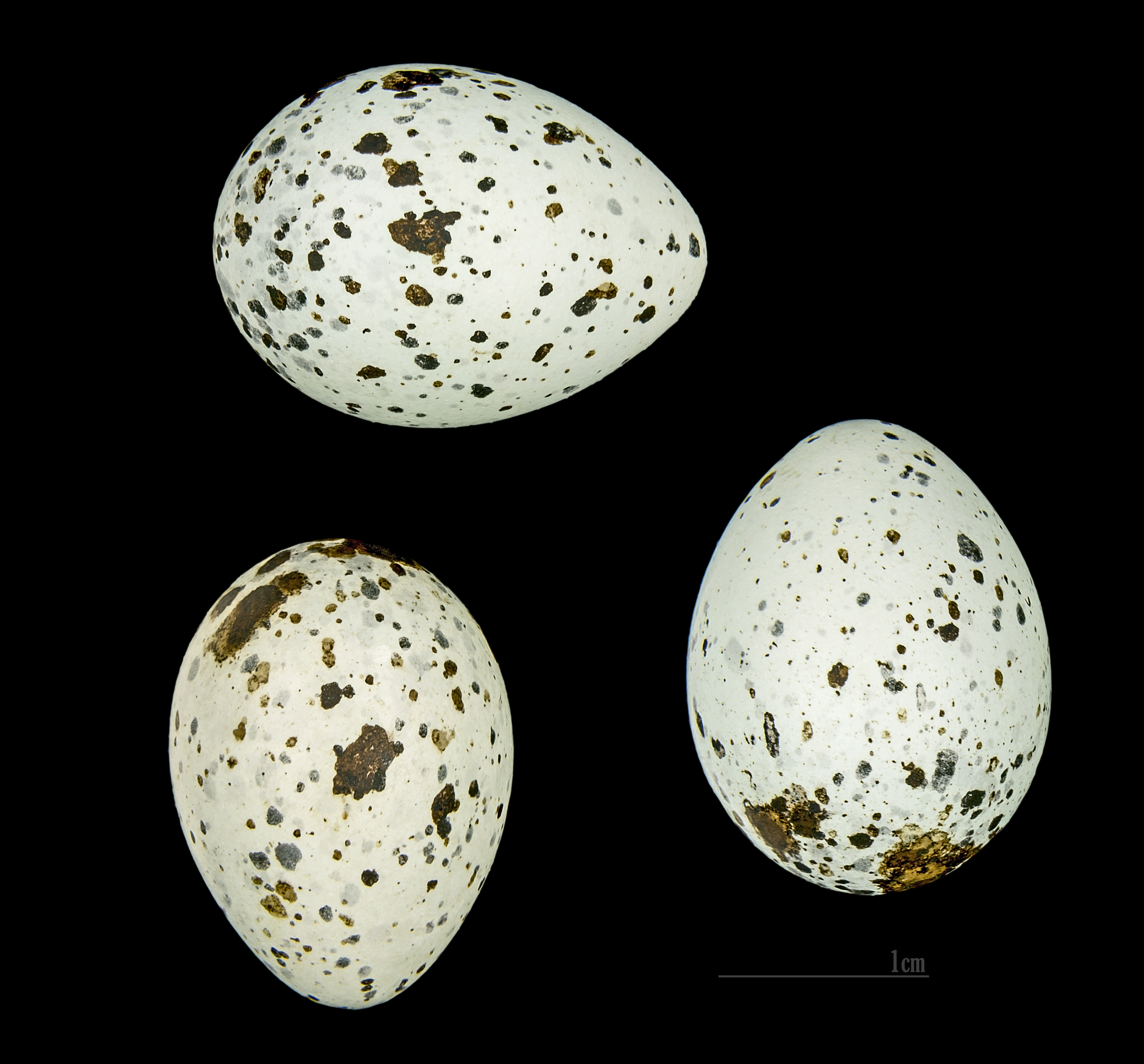
Trứng chích sậy lớn

Chích sây lớn, tên khoa học Acrocephalus arundinaceus, là một loài chim trong họ Acrocephalidae.
Loài chim này sinh sản trên khắp lục địa châu Âu và châu Á và di chuyển đến châu Phi cận Sahara trong mùa đông. Chim chích sậy lớn ưa thích sinh sống các bãi lau sậy trong những tháng sinh sản, trong khi chúng sống trong các bụi lau sậy, bụi rậm, ruộng lúa và khu rừng phát quang.
Chim trống và chim mái có bộ lông giống nhau.

## Hình ảnh

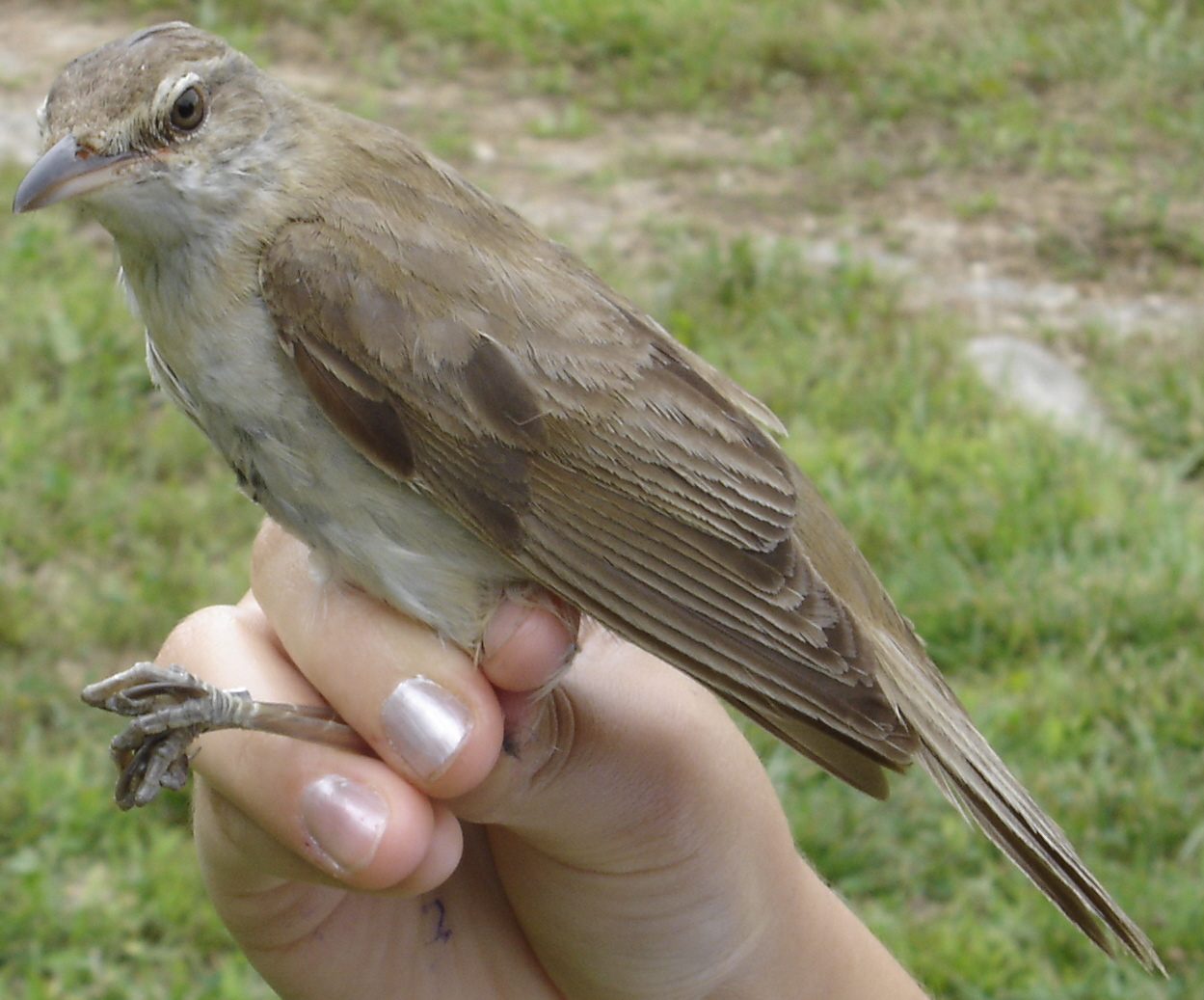
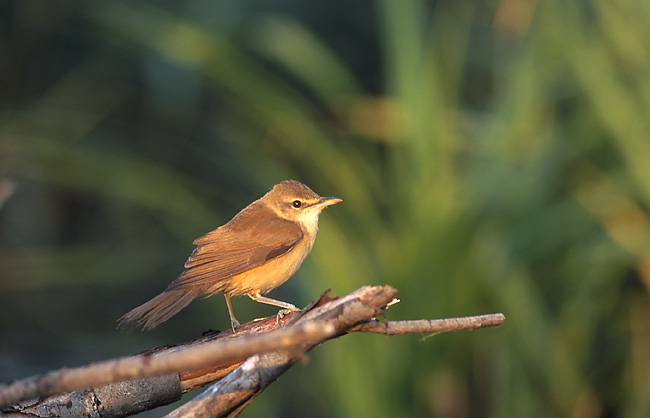
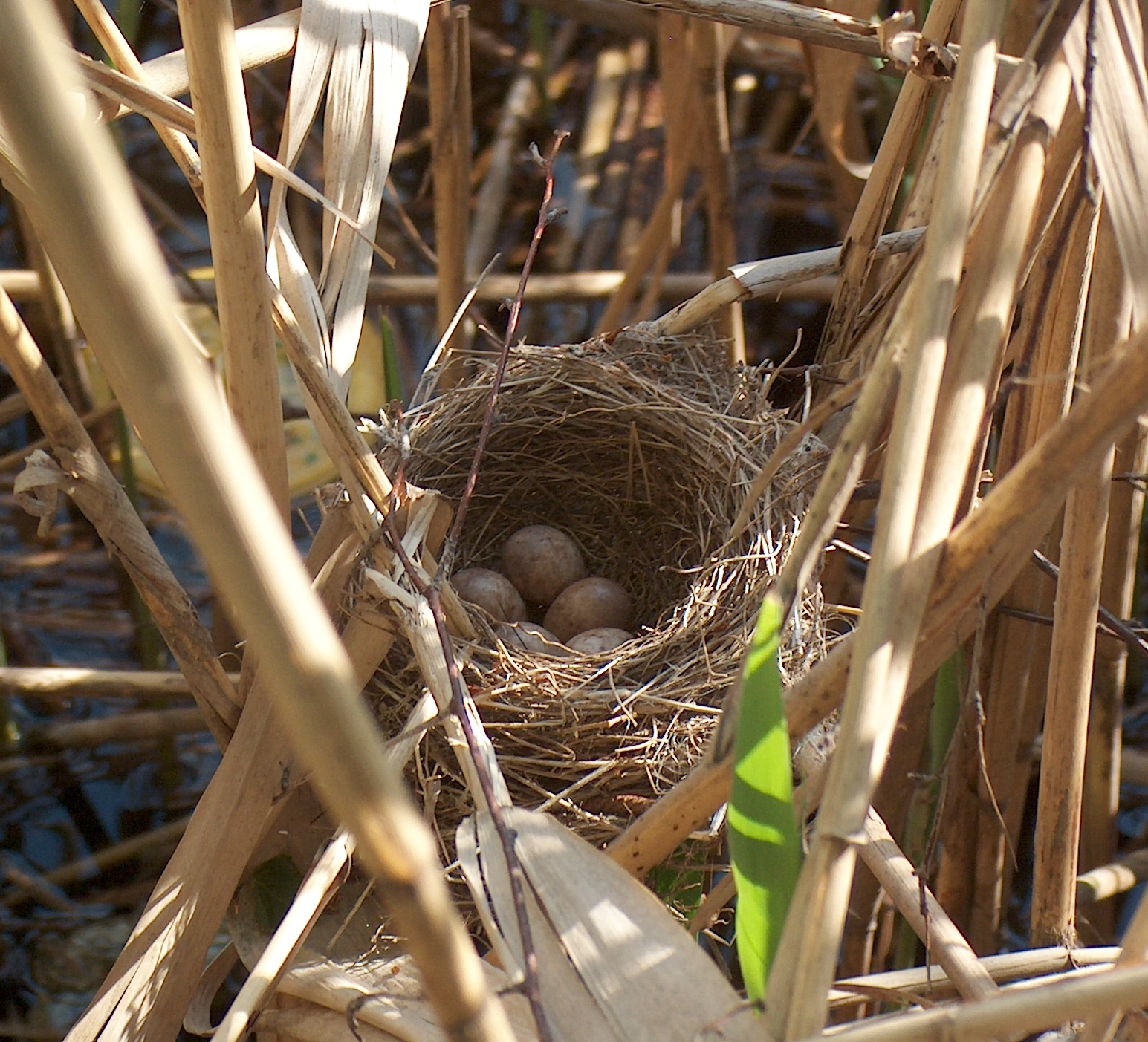
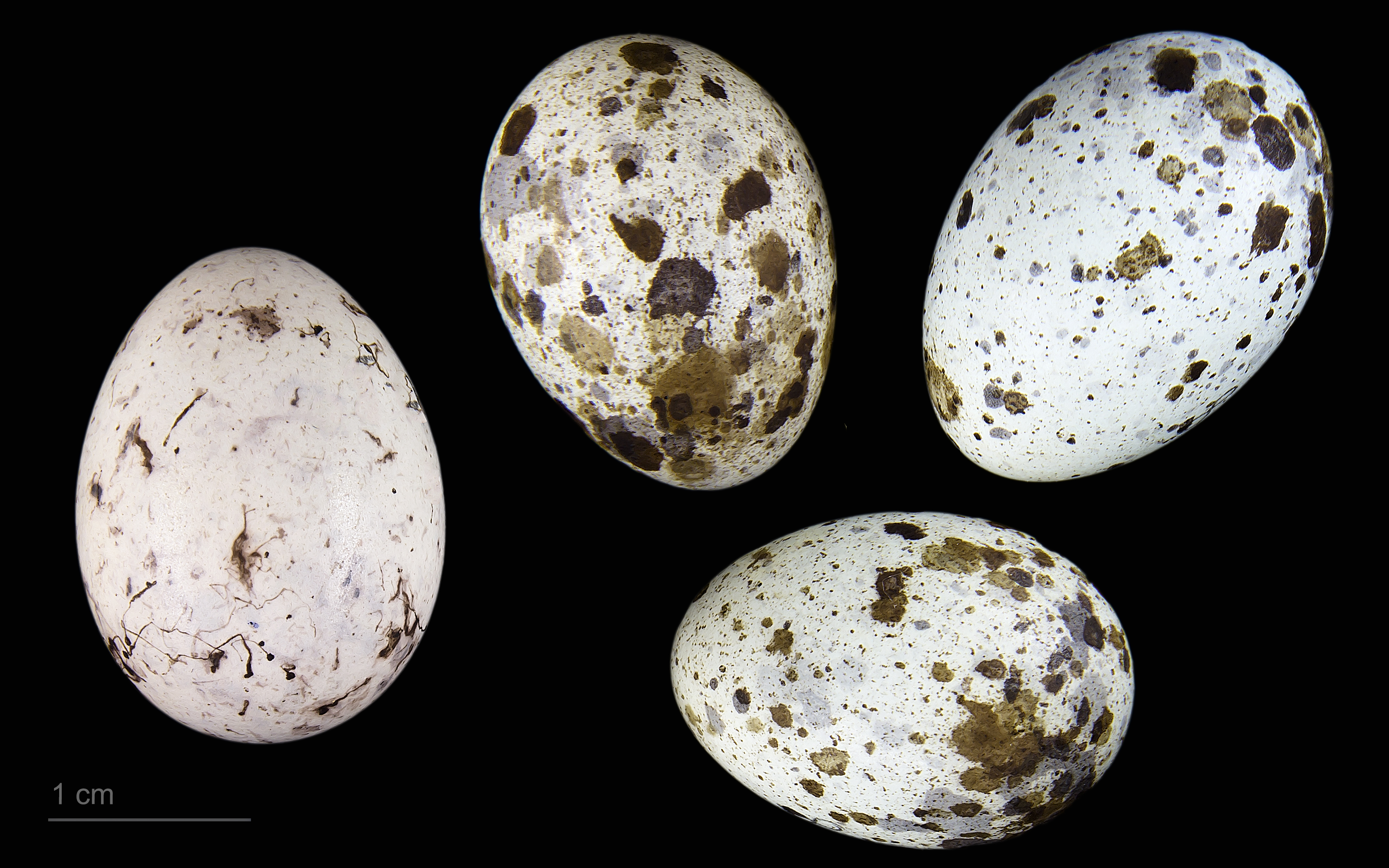
Cuculus canorus canorus + Acrocephalus arundinaceus - Museum specimen